# Louise de Reynold
Louise de Reynold (* 13. Juli 1827 in Bulle; † 17. März 1912 Freiburg; heimatberechtigt ebenda) war eine Schweizer Wohltäterin. Sie gründete den «Mädchenschutzverein» (später «Pro Filia»).

## Leben
Louise de Reynold war die Tochter des Grundbesitzers und Grossrats Jean François Cyprien de Pettolaz und der Marie Anne verwitwete de Zurich. Sie heiratete 1852 den Rentier Joseph-Pierre de Reynold.
Louise de Reynold unterstützte die verschiedensten Wohltätigkeitsorganisationen. Sie gründete 1896 den katholischen «Mädchenschutzverein» und wirkte als dessen Präsidentin. Angeregt wurde sie von Léon Genoud und Georges Python, die das Wirken der reformierten «Freundinnen junger Mädchen» beeindruckt hatte. Ein Jahr später war sie an der Gründung des «Internationalen Katholischen Mädchenschutzvereins» beteiligt. Auch dort übernahm sie die Präsidentschaft.
Papst Pius X. verlieh ihr 1910 die Verdienstmedaille Benemerenti.

## Kongressbericht
- Mit Suzanne de Montenach: Oeuvre catholique internationale pour la protection de la jeune fille. Appel de l’Oeuvre catholique internationale de la protection de la jeune fille aux femmes catholiques de France. Fribourg 1897.